# Northern Pacific Railway
Northern Pacific Railway var en jernbane i det nordvestlige USA. Jernbanen strakte sig fra Minnesota til stillehavskysten. 
Opførelsen af jernbanen blev vedtaget af USA's Kongres i 1864. 
Byggeriet begyndte i 1870 og linjen blev indviet i 1883 af Ulysses S. Grant. Jernbanens spor var omkring 10.941 km (6.800 miles) lang.